# Máximo Cavazzani
Máximo Cavazzani (Buenos Aires, Argentina; 28 de septiembre de 1985) es un empresario y emprendedor argentino, reconocido por ser el fundador de la compañía internacional de tecnología de entretenimiento Etermax.

## Biografía
Cavazzani nació en Buenos Aires en 1985. Se formó como ingeniero informático en el Instituto Tecnológico de Buenos Aires y, antes de fundar la compañía Etermax en 2009, desarrolló la aplicación iStockManager y más adelante la vendió al broker estadounidense TD Ameritrade. En 2011 su empresa lanzó el juego para dispositivos móviles Apalabrados, el cual alcanzó una gran cantidad de descargas en corto tiempo.
El 26 de octubre de 2013 etermax estrenó Preguntados, un juego de características similares a Apalabrados que igualmente tuvo un gran éxito dentro del mercado móvil. La recepción del juego lo transformó en una plataforma de conocimiento interactivo basado en trivia que empodera a las mentes curiosas a divertirse, conectar y colaborar a través de contenido cocreado por su comunidad. Preguntados suma más de 600 millones de descargas desde su fecha de lanzamiento.
En 2018, Cavazzani recibió el Premio Konex en la categoría de empresarios innovadores por su labor al frente de Etermax.
En 2021, el empresario es reconocido entre los CEOs argentinos de mayor impacto en el Ranking Influence 100 de la consultora Horse, que también lo destaca en el top 10 en influencia digital.

## Reconocimientos
- 2018 - Premio Konex en la categoría de empresarios innovadores.[7]
- 2020 - Ranking Influence 100 - Las Empresas y CEOs más influyentes de Argentina